# Arzum Onan
Arzum Onan (Ankara, 31 ottobre 1973) è una modella e attrice turca, vincitrice del titolo di Miss Europa 1993.

## Biografia
Nata ad Ankara in Turchia, dopo le scuole primarie, Arzum Onan si trasferisce insieme alla famiglia ad Istanbul, dove termina i propri studi. Nell'aprile 1993 partecipa e vince al concorso Miss Turchia, ottenendo la possibilità di partecipare a Miss Europa, titolo che vince nel luglio dello stesso anno. È la quinta rappresentante della Turchia a vincere il titolo, dopo Günseli Başar, Filiz Vural, Nazlı Deniz Kuruoğlu e Neşe Erberk.
Dopo aver lavorato per un breve periodo come modella, la Anan dal 1997 ha intrapreso la carriera di attrice comparendo in numerose produzioni cinematografiche e televisive, come Yeni Bir Yıldız (1997), Sıcak Saatler (1998), Aşk ve Hüzün (2000), Merdoğlu (2000), Zeybek Ateşi (2002), Sahra (2004), Sessiz Firtina (2007) e Kardelen (2008).
Nel 1996, Arzum Onan ha sposato l'attore Mehmet Aslantuğ, dal quale ha avuto un figlio, Can, nato nel 1999.